# نهائي دوري أبطال أوروبا للسيدات 2019
نهائي دوري أبطال أوروبا للسيدات 2019 هي المباراة النهائية من منافسة دوري أبطال أوروبا للسيدات 2018–19، من الموسم الثامن عشر من بطولة كرة القدم النسائية الأوروبية الأولى التي ينظمها الاتحاد الأوروبي لكرة القدم، والموسم العاشر منذ إعادة تسميتها من كأس الاتحاد الأوروبي للسيدات إلى دوري أبطال أوروبا للسيدات. هذه هي المرة الأولى منذ أن تم لعب النهائي كمباراة واحدة لم يتم فيها تحديد مدينة مضيفة لنهائي دوري أبطال أوروبا للسيدات تلقائيًا من خلال المدينة التي فازت بعرض استضافة نهائي دوري أبطال أوروبا للرجال، على الرغم من أنه لا يزال يُسمح لنفس الاتحاد باستضافة كلا النهائيين بموجب لوائح عرض الاتحاد الأوروبي لكرة القدم. أقيمت المباراة في ملعب غروباما أرينا في بودابست، المجر في 18 مايو 2019، [6] بين فريقي أولمبيك ليون لكرة القدم للسيدات، ونادي برشلونة لكرة القدم للسيدات، فاز ليون بالمباراة النهائية بنتيجة 4-1 ليحقق لقبه الرابع على التوالي والسادس في دوري أبطال أوروبا للسيدات موسعًا رقمه القياسي.

## عن الفريقين
في الجدول التالي، كانت المباريات النهائية حتى عام 2009 ضمن نظام كأس الاتحاد الأوروبي للسيدات، ومنذ عام 2010 كانت ضمن نظام دوري أبطال أوروبا للسيدات.
| الفريق  | المشاركات السابقة في النهائيات (الخط العريض يشير إلى الفائزين) |
| ------- | -------------------------------------------------------------- |
| ليون    | 7 (2010، 2011، 2012، 2013، 2016، 2017، 2018)                   |
| برشلونة | لم يسبق له الظهور في أي نهائي سابق.                            |

## المكان

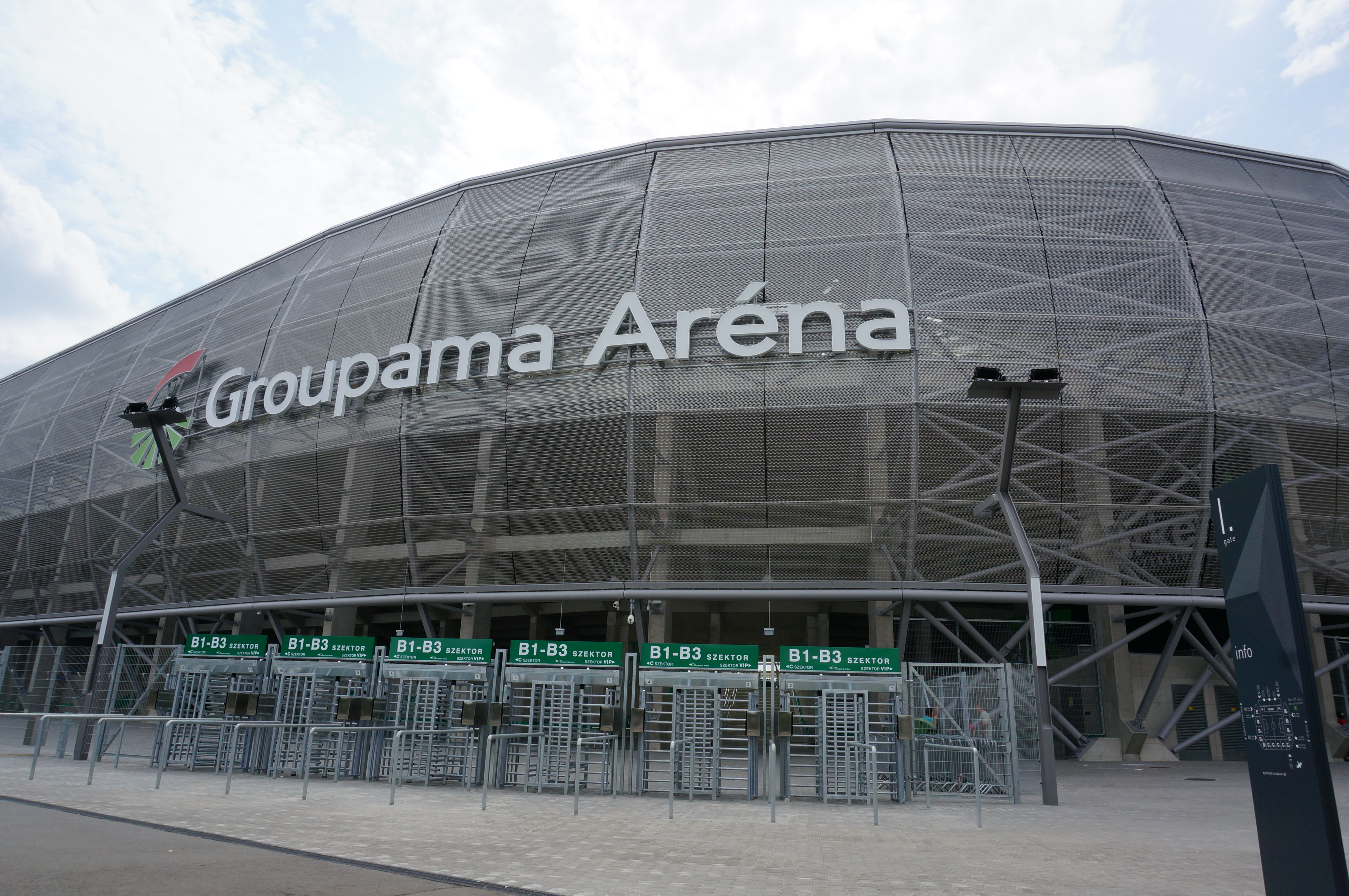
استضاف جروباما أرينا في بودابست المباراة النهائية.

هذه هي المرة الأولى التي تقام فيها نهائيات دولية كبرى للسيدات في المجر.

### اختيار المضيف
لأول مرة على الإطلاق، أطلق الاتحاد الأوروبي لكرة القدم (UEFA) عملية تقديم عروض مفتوحة في 9 ديسمبر 2016 لاختيار ملاعب نهائيات مسابقات الأندية (دوري أبطال أوروبا، والدوري الأوروبي، ودوري أبطال أوروبا للسيدات، وكأس السوبر الأوروبي).وكان أمام الجمعيات مهلة حتى 27 يناير/كانون الثاني 2017 لإبداء اهتمامها، ويجب تقديم ملفات العطاءات بحلول 6 يونيو/حزيران 2017.
أعلن الاتحاد الأوروبي لكرة القدم في 3 فبراير 2017 أن ستة اتحادات أبدت اهتمامها باستضافة البطولة، وأكدت في 7 يونيو 2017 أن اتحادين قدما عرضين لاستضافة نهائي دوري أبطال أوروبا للسيدات 2019:
| البلد     | الملعب       | مدينة   | السعة  | ملاحظة                                           |
| --------- | ------------ | ------- | ------ | ------------------------------------------------ |
| المجر     | ملعب جروباما | بودابست | 23,689 |                                                  |
| كازاخستان | أستانا أرينا | أستانا  | 30,244 | تقدمت أيضًا بطلب استضافة كأس السوبر الأوروبي 2019 |

أعربت الاتحادات التالية عن اهتمامها باستضافة البطولة، لكنها لم تتقدم بعروض في النهاية، تم نشر تقرير تقييم العرض من قبل الاتحاد الأوروبي لكرة القدم في 14 سبتمبر 2017. تم اختيار جروباما أرينا كمكان للمباراة من قبل اللجنة التنفيذية للاتحاد الأوروبي لكرة القدم في 20 سبتمبر 2017.
- جمهورية التشيك: إيدن أرينا، براغ
- ليتوانيا: ملعب داريوس وجيريناس، كاوناس
- اسكتلندا: هامبدن بارك، غلاسكو
- إسبانيا: كوليسيوم ألفونسو بيريز، خيتافي

### الحكام
في 1 مايو 2019، أعلن الاتحاد الأوروبي لكرة القدم (يويفا) أن الروسية أنستازيا بوستوفويتوفا ستدير المباراة النهائية. ورافقتها مواطنتها الروسية إيكاترينا كوروشكينا والرومانية بيتروتا يوغوليسكو كحكمتين مساعدتين. أما الحكمة الرابعة للنهائي فكانت المجرية كاتالين كولشار، ومواطنتها كاتالين توروك كحكمة احتياطية.

## الطريق إلى النهائي
ملاحظة: في جميع النتائج أدناه، تُعطى نتيجة المتأهل للنهائي أولاً (د: على أرضه؛ خ: خارج أرضه).
| ليون      | ليون  | ليون          | ليون          | الجولة             | برشلونة          | برشلونة | برشلونة       | برشلونة       |
| --------- | ----- | ------------- | ------------- | ------------------ | ---------------- | ------- | ------------- | ------------- |
| الخصم     | مجموع | مباراة الذهاب | مباراة الإياب | مرحلة خروج المغلوب | الخصم            | مجموع   | مباراة الذهاب | مباراة الإياب |
| أفالدسنيس | 7–0   | 2–0 (خ)       | 5–0 (د)       | دور 32             | بييك شيمكنت      | 4–3     | 1–3 (خ)       | 3–0 (د)       |
| أياكس     | 13–0  | 4–0 (خ)       | 9–0 (د)       | دور 16             | غلاسكو سيتي      | 8–0     | 5–0 (د)       | 3–0 (خ)       |
| فولفسبورغ | 6–3   | 2–1 (د)       | 4–2 (خ)       | ربع النهائي        | ليلستروم للسيدات | 4–0     | 3–0 (د)       | 1–0 (خ)       |
| تشيلسي    | 3–2   | 2–1 (د)       | 1–1 (د)       | نصف النهائي        | بايرن ميونخ      | 2–0     | 1–0 (خ)       | 1–0 (د)       |

## تفاصيل المباراة
تم تحديد الفريق "المضيف" (لأغراض إدارية) من خلال قرعة إضافية أُجريت بعد قرعة ربع النهائي ونصف النهائي، والتي أُجريت في 9 نوفمبر 2018، الساعة 13:00 بتوقيت وسط أوروبا، في مقر الاتحاد الأوروبي لكرة القدم في نيون، سويسرا.
| أولمبيك ليون                                          | 4 -1  | برشلونة     |
| ----------------------------------------------------- | ----- | ----------- |
| ماروزسان 5' · هيغربرغ 14' · هيغربرغ 19' · هيغربرغ 30' | تقرير | أوشوالا 89' |

| ليون | برشلونة |

| GK            | 16 | سارة بوهدي          |     |     |
| RB            | 2  | لوسي برونز          |     |     |
| CB            | 3  | ويندي رينار (c)     | 25' |     |
| CB            | 29 | جريدج مبوك باتي     |     |     |
| LB            | 7  | أمل ماجري           |     |     |
| CM            | 24 | جيس فيشلوك          |     | 72' |
| CM            | '6 | أماندين هنري        |     |     |
| CM            | 10 | دزينيفر ماروزسان    |     |     |
| RW            | 11 | شانيس فان دي ساندين |     | 63' |
| CF            | 14 | آدا هيغربرغ         | 16' |     |
| LW            | 9  | أوجيني لو سومر      |     | 82' |
| البدلاء:      |    |                     |     |     |
| GK            | 1  | ليزا فايس           |     |     |
| DF            | 4  | سلمى باشا           |     | 82' |
| DF            | 21 | كاديشا بوكانان      |     |     |
| DF            | 26 | كارولين سيمون       |     |     |
| MF            | 5  | ساكي كوماجاي        |     | 72' |
| FW            | 20 | دلفين كاسكارينو     |     | 63' |
| FW            | 25 | سولي خايميس         |     |     |
| المدير:       |    |                     |     |     |
| رينالد بيدروس |    |                     |     |     |

| GK             | 1  | ساندرا بانوس          |  |     |
| RB             | 8  | مارتا توريخون         |  |     |
| CB             | 17 | أندريا بيريرا         |  | 81' |
| CB             | 4  | مابي ليون             |  |     |
| LB             | 15 | ليلى الوهابي          |  |     |
| RM             | 6  | فيكي لوسادا (c)       |  |     |
| CM             | 14 | أيتانا بونماتي        |  | 69' |
| CM             | 11 | أليكسيا بوتياس        |  |     |
| LM             | 9  | ماريونا كالدينتي      |  |     |
| CF             | 22 | ليكه مارتينس          |  |     |
| CF             | 16 | توني دوغان            |  | 69' |
| قائمة البدلاء: |    |                       |  |     |
| GK             | 25 | جيما فونت             |  |     |
| DF             | 3  | ستيفاني فان دير جراغت |  | 81' |
| DF             | 5  | ميلاني سيرانو         |  |     |
| MF             | 10 | أندريسا ألفيس         |  | 69' |
| MF             | 12 | باتريشيا غويغارو      |  |     |
| FW             | 20 | أسيسات أوشوالا        |  | 69' |
| FW             | 21 | ناتاشا أندونوفا       |  |     |
| المدرب:        |    |                       |  |     |
| لويس كورتيس    |    |                       |  |     |

|  | أفضل لاعبة في المباراة: آدا هيغربيرغ (ليون) الحكام المساعدون: إيكاترينا كوروشكينا (روسيا) بيتروتسا يوغوليسكو (رومانيا) الحكم الرابع: كاتالين كولشار (المجر) الحكم الاحتياطي: كاتالين توروك (المجر) | قواعد المباراة - مدة المباراة 90 دقيقة مقسمة إلى شوطين مدة كل شوط 45 دقيقة. - تلعب أشواط إضافية من 30 دقيقة مقسومة إلى شوطين مدة كل شوط 15 دقيقة. - تطبق قاعدة ركلات الجزاء الترجيحية في حال استمرار التعادل في الأشواط الإضافية. - تواجد سبعة لاعبات على مقاعد البدلاء. - يمكن إجراء ثلاثة تبديلات بالحد الأقصى مع السماح بتبديل رابع في الوقت الإضافي. |